# Michel Delacroix (Künstler)
Michel Delacroix (* 26. Februar 1933 in Paris) ist ein französischer Maler. Seine in der Stilrichtung naive Kunst gemalten Werke stellen meist Pariser Straßenszenen dar.

## Leben
Der in Paris geborene und aufgewachsene Delacroix studierte an der École des Beaux-Arts Kunst. Er unterbrach sein Studium für längere Zeit, um seine Heimatstadt in ausgedehnten Fußmärschen zu erkunden. Kurzzeitig arbeitete er als Bühnenbildner für Marcel Marceau. Nach Abschluss seines Studiums verdiente er seinen Lebensunterhalt zunächst als Kunstlehrer.
Im Laufe der Jahre experimentierte er mit verschiedenen Techniken und Stilrichtungen. Die Naive Malerei wurde schließlich zu seinem bevorzugten Ausdrucksmittel. Mit einer filigranen Pinselführung stellte er in lebensfrohen Farben vorwiegend Pariser Straßenszenen des beginnenden 20. Jahrhunderts dar, als Pferdekutschen und Gaslaternen das Straßenbild beherrschten. In vielen seiner Lithografien sind im Hintergrund bekannte Bauwerke wie Eiffelturm oder Notre Dame zu sehen.
Michel Delacroix war besonders in den USA erfolgreich, wo er Mittelpunkt zahlreicher Ausstellungen war. 1996 wurde er zum offiziellen Maler der Olympischen Sommerspiele von Atlanta ernannt. Zu seinen bedeutendsten Auszeichnungen zählen der Grand Prix des Amateurs d’ Art (Paris 1975), der Grand Prix de la Côte d’Azur (Cannes 1976) und der Premier Prix de Sept Collines (Rom 1976).